# 大統領の陰謀 ニクソンを追いつめた300日
『大統領の陰謀 ニクソンを追いつめた300日』（だいとうりょうのいんぼう ニクソンをおいつめた300にち、All the President's Men）は、1972年6月のウォーターゲート事件を『ワシントン・ポスト』紙で調査したジャーナリストのカール・バーンスタインとボブ・ウッドワードによる1974年のノンフィクション書籍である。本書はウッドワードとバーンスタインの調査報道を、ウォーターゲート事件に関するウッドワードの最初の取材から、1973年4月のニクソン政権高官のH・R・ホールドマンとジョン・アーリックマンの辞任、そしてその3か月後のアレクサンダー・バターフィールドによる大統領執務室のウォーターゲート・テープの暴露に至るまでを追っている。本書は2人が『ポスト』に寄稿した主要記事の背景にあった出来事が描かれており、特にヒュー・スローンなど、初期の記事で身元を明かされてることを拒んでいた情報源の名前も挙げられている。さらにウッドワードが情報源である「ディープ・スロート」と密会した様子も詳述されてる。『フィラデルフィア・インクワイアラー』の元主幹で『ニューヨーク・タイムズ』の元編集長であるジーン・ロバーツは、ウッドワードとバーンスタインによるこの仕事を「おそらく史上最高の報道活動」と評している。
1976年に本書は映画化され、ロバート・レッドフォードとダスティン・ホフマンがそれぞれウッドワードとバーンスタインを演じた。また同年には、リチャード・ニクソンの大統領職最後の数ヶ月を記録した続編の『最後の日々』が出版された。

## 背景
ウッドワードとバーンスタインは、ウォーターゲート事件についての本の執筆を構想していたが、俳優のロバート・レッドフォードが映画化権の購入に興味を示すまでは実現に至らなかった。映画のソフトの特典映像である『メイキング: 真実を語る』（Telling the Truth about Lies: The Making of "All the President's Men"）の中でウッドワードは、本書の内容をウォーターゲート事件についての物語から彼らの調査と報道についての物語に変える上で重要な役割をレッドフォードが果たしたと述べている。
原書の題名はハンプティ・ダンプティについての童謡の「王様の馬と家来の全部がかかっても / ハンプティを元に戻せなかった」（"All the king's horses and all the king's men / Couldn't put Humpty together again"）の部分から引用されている。これと似た引用としては、ヒューイ・ロングをモデルとした架空の汚職知事のキャリアを描いたロバート・ペン・ウォーレンの1946年の小説『すべて王の臣』（All the King's Men）がある。

## 取り上げられた主な人物

### 大統領
- リチャード・ニクソン

### 大統領側近
肩書きは1972年当時の大統領府または再選委員会の役職に基づく。

#### ホワイトハウス
- アレクサンダー・バターフィールド（英語版） - 大統領副補佐官
- ドワイト・チェーピン（英語版） - 大統領副補佐官
- ケネス・クロースン（英語版） - ホワイトハウス報道局次長
- チャールズ・コルスン - 大統領特別顧問
- ジョン・ディーン - 大統領法律顧問
- ジョン・アーリックマン - 大統領内政担当補佐官
- H・R・ホールドマン - 大統領首席補佐官
- E・ハワード・ハント・ジュニア - 大統領特別調査班（ホワイトハウス・プラマーズ（英語版））
- ヘンリー・キッシンジャー - 国家安全保障問題担当大統領補佐官
- エージル・クローグ（英語版） - 大統領特別調査班長（ホワイトハウス・プラマーズ）
- ジェラシー・ウォーレン（英語版） - ホワイトハウス報道官
- デヴィッド・R・ヤング（英語版） - 国家安全保障会議特別補佐官
- ロナルド・ジーグラー - ホワイトハウス報道官

#### 大統領再選委員会 (CRP)
- ケネス・H・ダールバーグ（英語版） - CRP中西部財務委員長
- ハーバート・W・カームバック（英語版） - リチャード・ニクソン大統領の個人的顧問弁護士、CRP財務副部長
- G・ゴードン・リディ - CRP職員
- クラーク・マクレガー（英語版） - CRP委員長
- ジェブ・スチュアート・マグルーダー（英語版） - CRP選挙対策副委員長
- ロバート・マーディアン（英語版） - CRP政策部長
- ジョン・N・ミッチェル - 司法長官、CRP委員長
- ロバート・オードル（英語版） - CRP総務人事部長
- ケネス・パーキンスン（英語版） - CRP顧問弁護士
- ハーバート・ポーター（英語版） - CRP日程部長、元ホワイトハウス補佐官[3]
- ドナルド・セグレッティ（英語版） - 政治活動家
- ヒュー・W・スローン・ジュニア（英語版） - CRP財務部員
- ジュディ・ホバック・ミラー（英語版） - CRP簿記係
- モーリス・スタンズ（英語版） - CRP財務部長
- ゴードン・C・ストローン（英語版） - H・R・ホールドマンの補佐役

#### その他の大統領の部下
- アルフレッド・C・ボールドウィン3世（英語版）
- ジャック・コールフィールド（英語版）
- L・パトリック・グレイ（英語版） - FBI長官代行
- リチャード・クラインディーンスト（英語版） - ミッチェルの後任の司法長官
- フレッド・ラルー（英語版）
- パウエル・A・ムーア（英語版）
- ケネス・リーツ
- ディヴァン・L・シャムウェイ（英語版）

### 不法侵入犯
- バーナード・L・バーカー
- ヴァージリオ・R・ゴンザレス
- ユージェニオ・R・マルティネス
- ジェームズ・W・マッコード・ジュニア
- フランク・A・スタージス

### 検察陣
- ヘンリー・E・ピーターセン（英語版） - 連邦検事補
- アール・J・シルバート（英語版） - コロンビア特別区連邦検事（英語版）
- ドナルド・E・キャンベル - 連邦検事補[4]
- シーモー・グランザー（英語版） - コロンビア特別区連邦検事補

### 判事
- ジョン・J・シリカ - コロンビア特別区連邦地方裁判所（英語版）首席判事

### ワシントン・ポスト
- カール・バーンスタイン - 記者
- ボブ・ウッドワード -
- ベンジャミン・C・ブラッドリー - 編集主幹
- キャサリン・グラハム - 社主
- ヘンリー・M・ローゼンフェルド（英語版） - 首都部長
- ハワード・サイモンズ（英語版） - 編集局長
- バリー・サスマン（英語版） - 市報部長
- ブレッド・ガーガニアス - ローカル報道記者

### 上院議員
- サム・アーウィン（英語版） (民主党・ノースカロライナ州選出) - 上院ウォーターゲート特別委員会委員長

### 情報提供者
- ディープ・スロート[注釈 1]

## 出版
サイモン&シュスターのリチャード・E・スナイダーは代理人のデヴィッド・オブストを通じて本書の出版権を購入した。著者たちは5万5000ドルの前払い金を受け取った。
本書は出版当日までに批評家向けの見本は存在しなかった。サイモン&シュスターは本書に続いてジョン・ディーン、モーリーン・ディーン、ジョン・アーリックマン、ジョン・N・ミッチェルの本も出版しており、「ウォーターゲート」の出版社として知られるようになった。

## 日本語版
- カール・バーンスタイン; ボブ・ウッドワード 著、常盤新平 訳『大統領の陰謀 ニクソンを追いつめた300日』立風書房、1974年10月。
- カール・バーンスタイン; ボブ・ウッドワード 著、常盤新平 訳『大統領の陰謀 ニクソンを追いつめた300日』文藝春秋、1980年11月25日。ISBN 978-4167258016。
- カール・バーンスタイン; ボブ・ウッドワード 著、常盤新平 訳『大統領の陰謀 ニクソンを追いつめた300日』文藝春秋、2005年9月2日。ISBN 978-4167651558。
- カール・バーンスタイン; ボブ・ウッドワード 著、常盤新平 訳『大統領の陰謀〔新版〕』早川書房、2018年9月5日。ISBN 978-4150505295。